# Chronisch compartimentsyndroom
Het chronisch compartimentsyndroom is een situatie waarbij de bloedtoevoer door zwelling binnen een compartiment in (meestal een ledemaat van) het lichaam verstoord is. Het is een vergelijkbaar maar veel minder ernstig syndroom dan het acute compartimentsyndroom en behoeft dan ook geen acute medische zorg. Het kan echter wel soms jaren duren voordat de juiste diagnose wordt gesteld.

## Oorzaken
Spieren of spiergroepen worden omgeven door een kapsel, een fascie. Een spiergroep met een fascie eromheen wordt een spiercompartiment genoemd. Naast het scheenbeen, aan de buitenzijde van het onderbeen bevinden zich spieren, die zorgen voor het heffen van de voet en tenen. Deze spieren zijn omgeven door een stevig kapsel. Dit compartiment wordt ook wel de anticusloge genoemd. 
Bij sommige mensen kunnen tijdens of na inspanning de spieren in de anticusloge als gevolg van zwelling te strak in hun kapsel komen te zitten.

## Klachten
Wanneer telkens tijdens of na een inspanning de spieren in de anticusloge in het gedrang komen, noemen we dat een chronisch compartimentsyndroom. De klachten die daar veelal bij worden aangegeven zijn pijn en stijfheid naast het scheenbeen aan de buitenzijde van het onderbeen. Ook worden weleens tintelingen of een dovig gevoel opgemerkt in de omgeving van de grote teen en de teen ernaast. Tijdens het inspannen kan de persoon het gevoel hebben van enorme pijnsteken, die pas afnemen nadat de persoon gestopt is met de inspanning.

## Onderzoek
Bestaat er een verdenking op een chronisch compartiment syndroom dan kan een zogenaamde drukmeting worden verricht. Het is namelijk mogelijk om de druk in een compartiment te meten. Daartoe wordt met een dun naaldje door de huid, het onderhuidse weefsel en het spierkapsel tot in het spiercompartiment geprikt. Door wat vocht in te spuiten kan de druk gemeten worden, zowel in rust als na inspanning. Het is echter ook mogelijk dat de verschijnselen zo duidelijk zijn, dat de arts geen drukmeting nodig acht. 

## Behandeling
De behandeling is afhankelijk van de ernst van de klachten en van de resultaten van de drukmeting. Wanneer de drukmeting te hoge waarden aangeeft zal een operatieve behandeling worden voorgesteld (fasciotomie). Is de drukmeting niet afwijkend, maar doen de klachten toch denken aan het chronische compartiment syndroom, dan wordt rust voorgeschreven en daarna zo nodig fysiotherapie.